# Valli del Pasubio
Valli del Pasubio (vènet Vałi del Paxubio) és un municipi italià, dins de la província de Vicenza. Fou un dels municipis de la Federació de les Set Comunes, on hi vivien membres de la minoria alemanya dels cimbris, tot i que ja no parlen la seva llengua. L'any 2015 tenia 3.242 habitants. Limita amb els municipis de Posina, Recoaro Terme, Schio, Torrebelvicino, Trambileno (TN) i Vallarsa (TN).

## Administració
| Període   | Identitat         | Partit        |
| --------- | ----------------- | ------------- |
| 2004-2009 | Fausto Dalla Riva | Llista cívica |
| 2009-     | Armando Cunegato  | Llista cívica |